# Elmar Thyen
Elmar Thyen (* 19. Juli 1965 in Münster) ist ein deutscher Journalist und war von 1997 bis 2009 Chefredakteur des Lokalradios Antenne Unna.

## Leben
Nach dem Abitur in Siegen studierte er Journalistik an der Universität Dortmund und volontierte 1986/87 bei den Ruhr Nachrichten in Bottrop, Gelsenkirchen und Lünen. 1988 bis 1991 arbeitete Thyen für den WDR und weitere ARD-Anstalten und wechselte zum Sendestart von Antenne Unna im Oktober 1991 in den Lokalfunk. Als Mitglied der Tarifkommission der IG Medien war Thyen 1992 bei den Verhandlungen des ersten Tarifvertrages für den privaten Rundfunk beteiligt. Er gehörte zudem auch zur gewerkschaftlichen  Verhandlungskommission des 1993 nach wochenlangem Streik abgeschlossenen Tarifvertrages für den Lokalfunk NRW. Von 1997 bis 2009 leitete Thyen die Redaktion von Antenne Unna.
Von April 2009 bis Ende Juni 2017 war er Leiter der Unternehmenskommunikation von Trianel. Im Juli 2017 wurde er Leiter der Konzernkommunikation und des strategischen Marketings in der Unternehmensgruppe der Wuppertaler Stadtwerke, mit ihren Einzelunternehmen WSW Wuppertaler Stadtwerke GmbH, WSW Energie & Wasser AG und WSW mobil GmbH. Diese Tätigkeit übte Thyen bis 2021 aus. Nach internen Personalwechseln stellten die Wuppertaler Stadtwerke im Januar 2022 die Journalistin Jeannine Böhrer-Scholz als neue Leiterin der Konzernkommunikation vor.
Elmar Thyen, Sohn des in Siegen lehrenden Theologieprofessors Johann-Dietrich Thyen (* 1934 in Oldenburg), hat drei Geschwister (Susanne, Katja und Dagmar), ist verheiratet, lebt in Stolberg (Rheinland) und hat vier Kinder.

## Ehrungen und Auszeichnungen
- 2001 Landeshörfunkpreis NRW – Kategorie „Information“ (gemeinsam mit Susanne Wahle und Alexa Vorgang).
- 2005 Landeshörfunkpreis NRW – in der Kategorie „Werbung“ für die Kampagne Sauber bleiben gegen Jugendkriminalität; in der Kategorie „kommunale Berichterstattung“ für das Antenne Unna Konzept zur Landtagswahl 2005 (gemeinsam mit Tim Schmutzler).
- 2007 Landessicherheitspreis NRW des NRW-Innenministeriums (mit der Kreispolizeibehörde Unna).
- 2008 Landeshörfunkpreis NRW in der Kategorie „Service und Ratgeber“.

## Veröffentlichungen
- Elmar Thyen, Elisabeth Klaus und Günther Rager: Der Reaktorunfall in Tschernobyl und seine Folgen in den Medien. Univ. Dortmund, Inst. für Journalistik, Dortmund 1987, OCLC 174606369.